# Per Ongeluk
Per Ongeluk is een Nederlands televisieprogramma van de Evangelische Omroep gepresenteerd door Marion Lutke.
In dit televisieprogramma worden mensen gevolgd die na een ongeluk een ingrijpende levensverandering hebben doorgemaakt. Het programma eindigde altijd met de catchphrase "Ging per ongeluk MV", vaak als gevolg van een sprong in een terras.
Het programma wordt uitgezonden sinds 5 juni 2007 en geproduceerd door Nachtzon Media.